# Stefano d'Obazine
Stefano d'Obazine (da non confondersi con Stefano di Muret; Vielzot, 1085 – Aubazine, 8 marzo 1159) è stato un monaco cristiano cistercense francese, venerato come santo dalla Chiesa cattolica.

## Biografia
Stefano nacque intorno al 1085 nel villaggio di Viel-Jo (ora Vielzot), parrocchia di Bassignac-le-Haut a Xaintrie (area ad est dell'attuale dipartimento della Corrèze), in una famiglia molto cristiana. I genitori si chiamavano Stefano e Gauberte.
Era monaco cistercense, fondatore e primo abate dell'abbazia di Obazine. Morì l'8 marzo 1159 e si trova sepolto, secondo la tradizione, nella sala capitolare dell'abbazia.

## Culto
Liturgicamente è commemorato l'8 marzo, in particolare nella regione francese del Limousin.
(Martirologio Romano)